# Arroyo del Durazno
Arroyo del Durazno är en ort i Mexiko.   Den ligger i kommunen Coroneo och delstaten Guanajuato, i den sydöstra delen av landet, 160 km nordväst om huvudstaden Mexico City. Arroyo del Durazno ligger 2 359 meter över havet och antalet invånare är 130.
Terrängen runt Arroyo del Durazno är huvudsakligen kuperad, men norrut är den platt. Runt Arroyo del Durazno är det ganska glesbefolkat, med 50 invånare per kvadratkilometer. Närmaste större samhälle är Coroneo, 1,4 km söder om Arroyo del Durazno. I omgivningarna runt Arroyo del Durazno växer huvudsakligen savannskog.